# L'estate dell'ozono
L'estate dell'ozono (Land's End) è un romanzo fantascientifico del 1988 scritto dalla coppia di scrittori statunitensi Jack Williamson e Frederik Pohl.

## Trama
In un anno imprecisato, presumibilmente attorno alla fine del XXI secolo, la Terra si trova in rotta di collisione con una cometa mai osservata prima e battezzata Sicara dal nome dell'astronomo che l'ha scoperta. 
Per evitare il catastrofico impatto, l'autorità che governa l'intero continente americano, il consorzio PanMack, organizza una missione spaziale che ha come obiettivo la distruzione della cometa utilizzando un missile a testata nucleare.

## Personaggi
- Graciela Navarro, istruttrice della scuola delle piovre a City Atlantica
- Ron Tregarth, comandante del sottomarino Atlantica Queen e fidanzato di Graciela
- Mary Maude McKen, sindaco di City Atlantica
- Simon McKen Quagger, detto Lord Quagger, membro del PanMack
- Wernher Ryan, astronauta dell'Ala di Pace del PanMack

## Edizioni
- Jack Williamson, Frederik Pohl, L'estate dell'ozono, traduzione di Antonella Pieretti, collana Urania n. 1217, Mondadori, 1993,  p. 287.